# Potentilla macrantha
Potentilla macrantha är en rosväxtart som beskrevs av Carl Friedrich von Ledebour. Potentilla macrantha ingår i Fingerörtssläktet som ingår i familjen rosväxter. Inga underarter finns listade i Catalogue of Life.